# Ulica Studencka w Krakowie
Ulica Studencka – ulica w Krakowie, w dzielnicy I Stare Miasto, na Piasku.

## Historia
Ulica Studencka istniała prawdopodobnie już w średniowieczu. Prowadziła przez ogrody od murów miejskich do cmentarza żydowskiego. W 1893 roku ulicę wytyczono w obecnym biegu.

## Nazwy
Ulica w przekroju historycznym posiadała następujące nazwy:
- 1850–1934 – Studencka
- 1934–1939 – Bronisława Pierackiego
- 1939–1945 – Dietmargasse
- 1945–1951 – Bronisława Pierackiego
- 1951–1990 – Karola Świerczewskiego
- od 1990 – Studencka

## Zabudowa
Zabudowę ulicy stanowią głównie kamienice mieszkalne. Do ważniejszych obiektów mieszczących się przy niej należą:
| Nr | Adres                   | Lata budowy | Styl architektoniczny | Wpisany do rej. zabytków | Uwagi                                                                                      |
| 1. | Studencka 1 - Podwale 4 | 1911–1912   | neorenesans           | N                        | Kamienica na rogu z ul. Podwale.                                                           |
| 2. | Studencka 6             | 1895–1896   | neorenesans           | T                        | W oficynie mieści się pracownia rzeźbiarska zbudowana przez Izabellę Koziebrodzką.         |
| 3. | Studencka 12            | 1893–1895   | neorenesans           | T                        | V Liceum Ogólnokształcące                                                                  |
| 4. | Studencka 13            | 1891–1892   | neogotyk              | T                        | Dawna Szkoła Miejska, byłe Gimnazjum nr 2, obecnie XLII Liceum Ogólnokształcące w Krakowie |

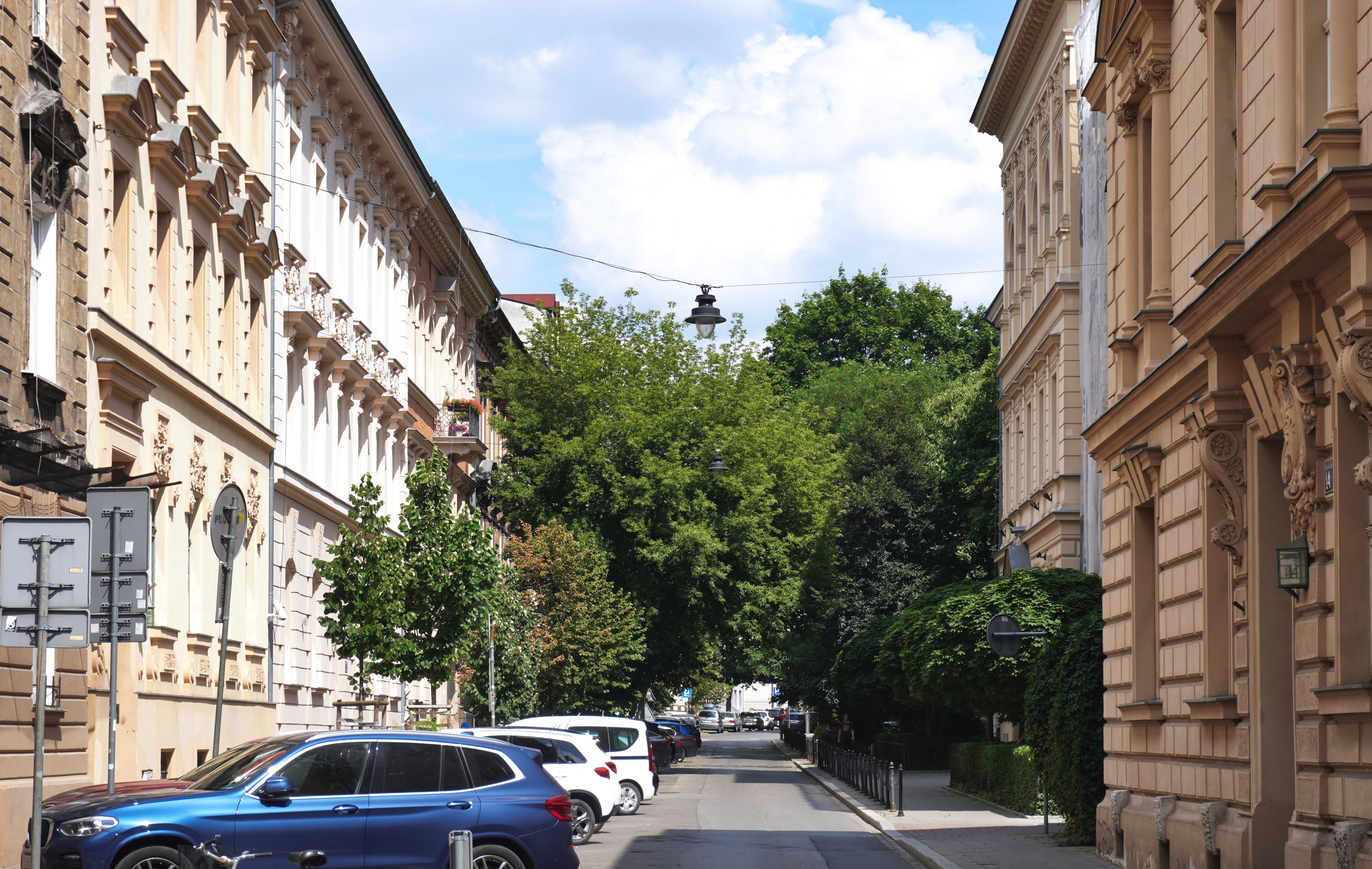
Widok od ul. Garncarskiej, od zachodu
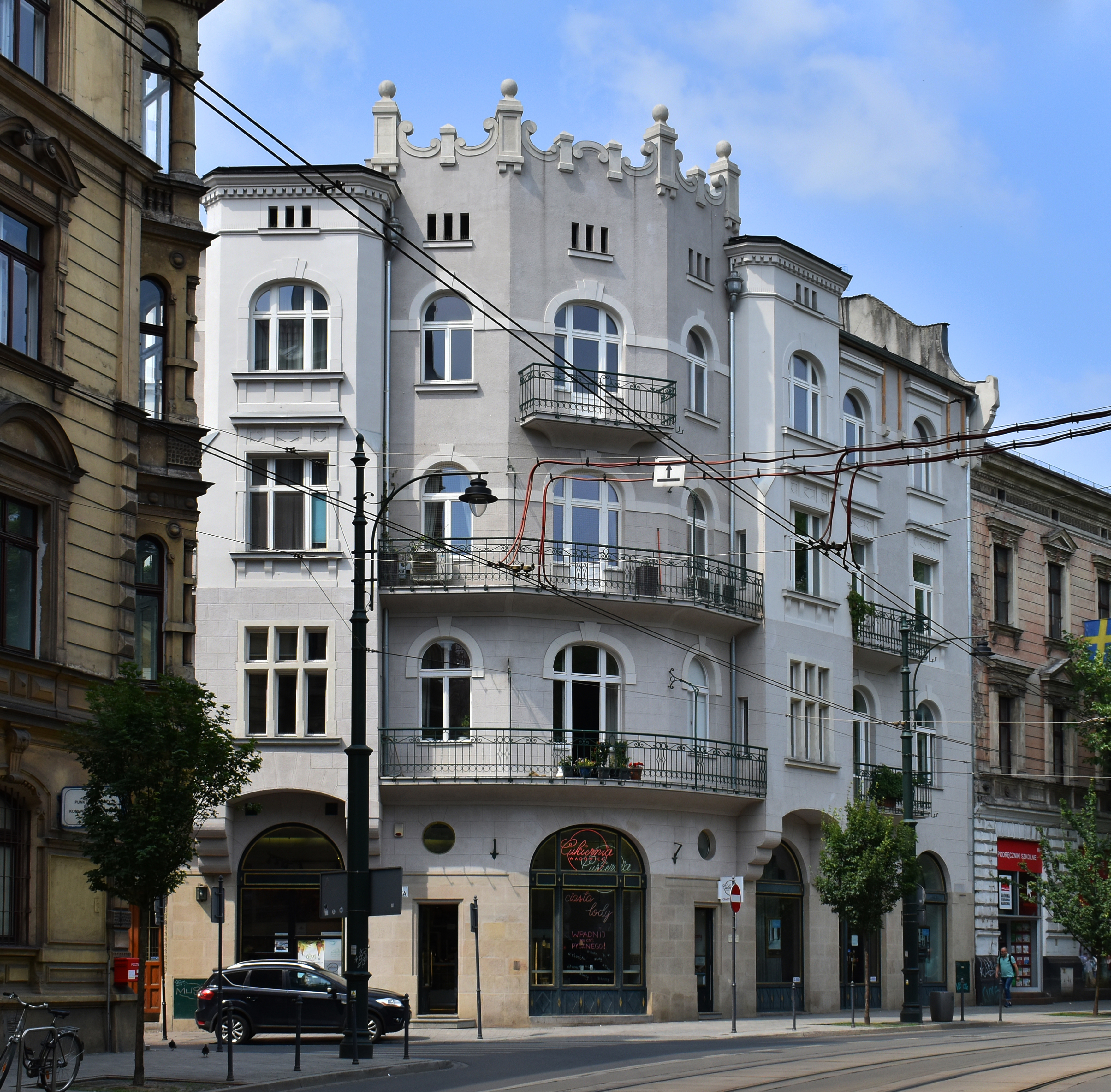
ul. Studencka 1 Dom Federowicza (proj. Teodor Hoffmann, 1910)
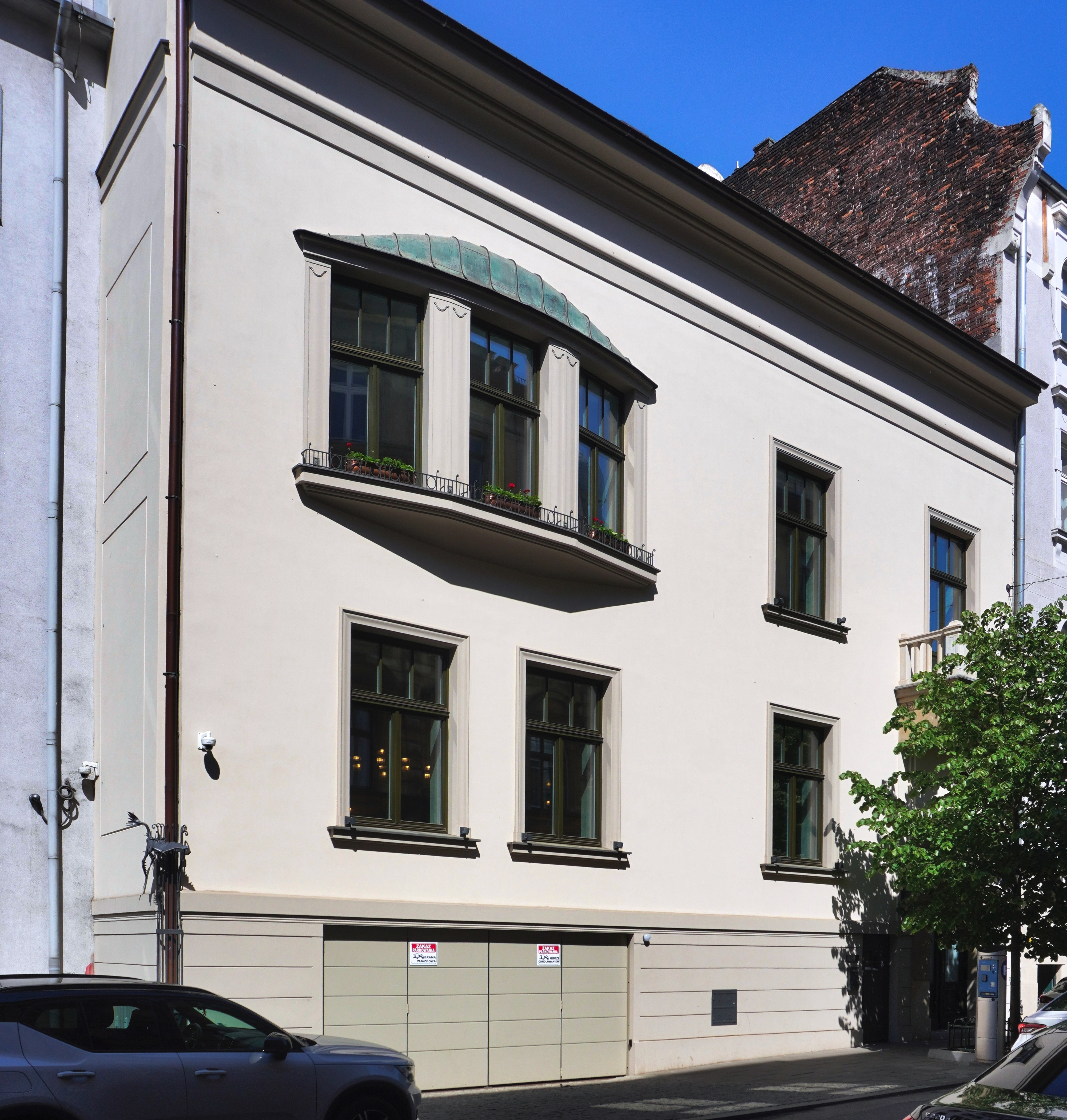
ul. Studencka 3 Kamienica (proj. Józef Pakies, Wacław Krzyżanowski, 1909–1910)
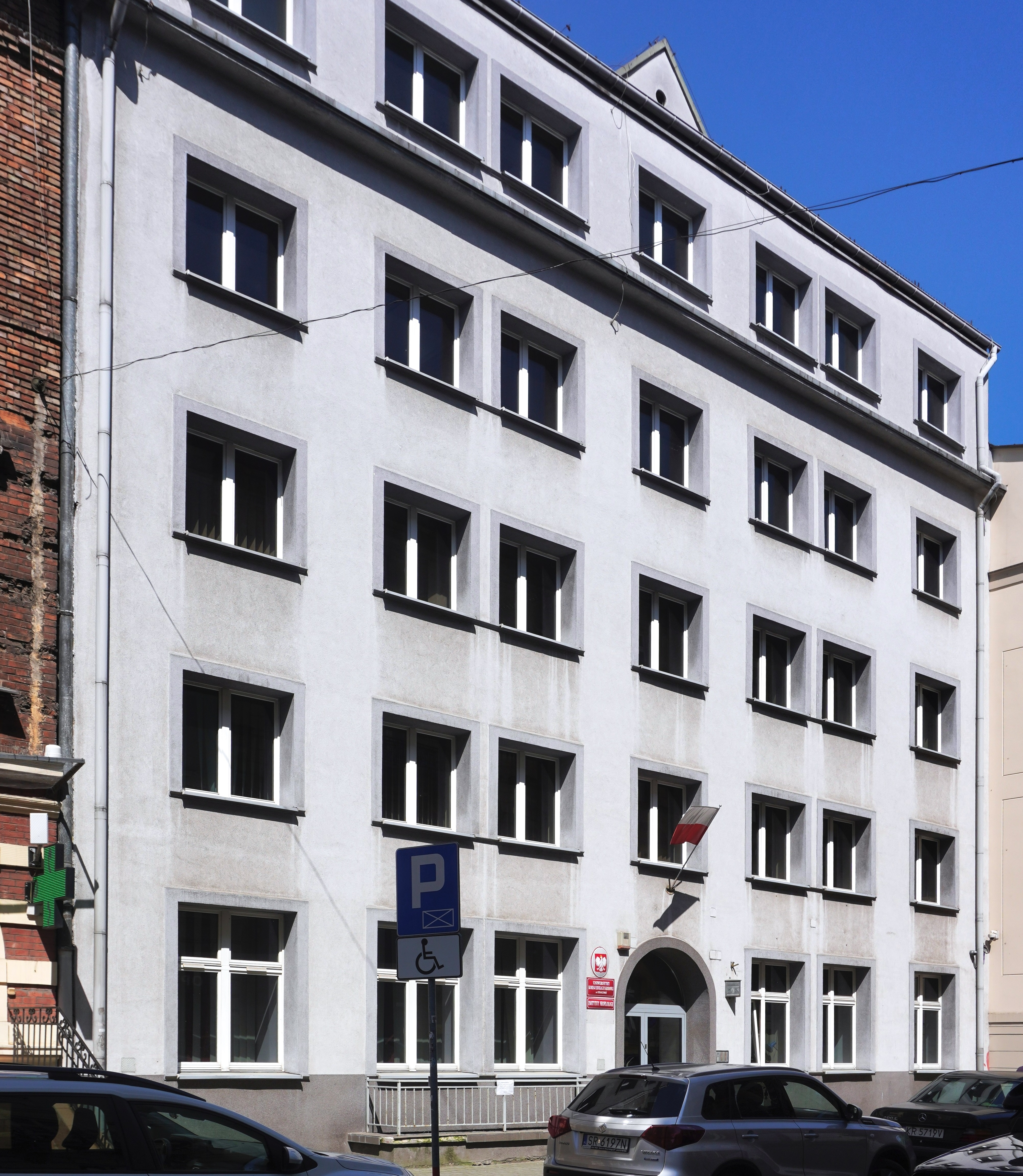
ul. Studencka 5 Instytut Neofilologii Uniwersytetu Komisji Edukacji Narodowej
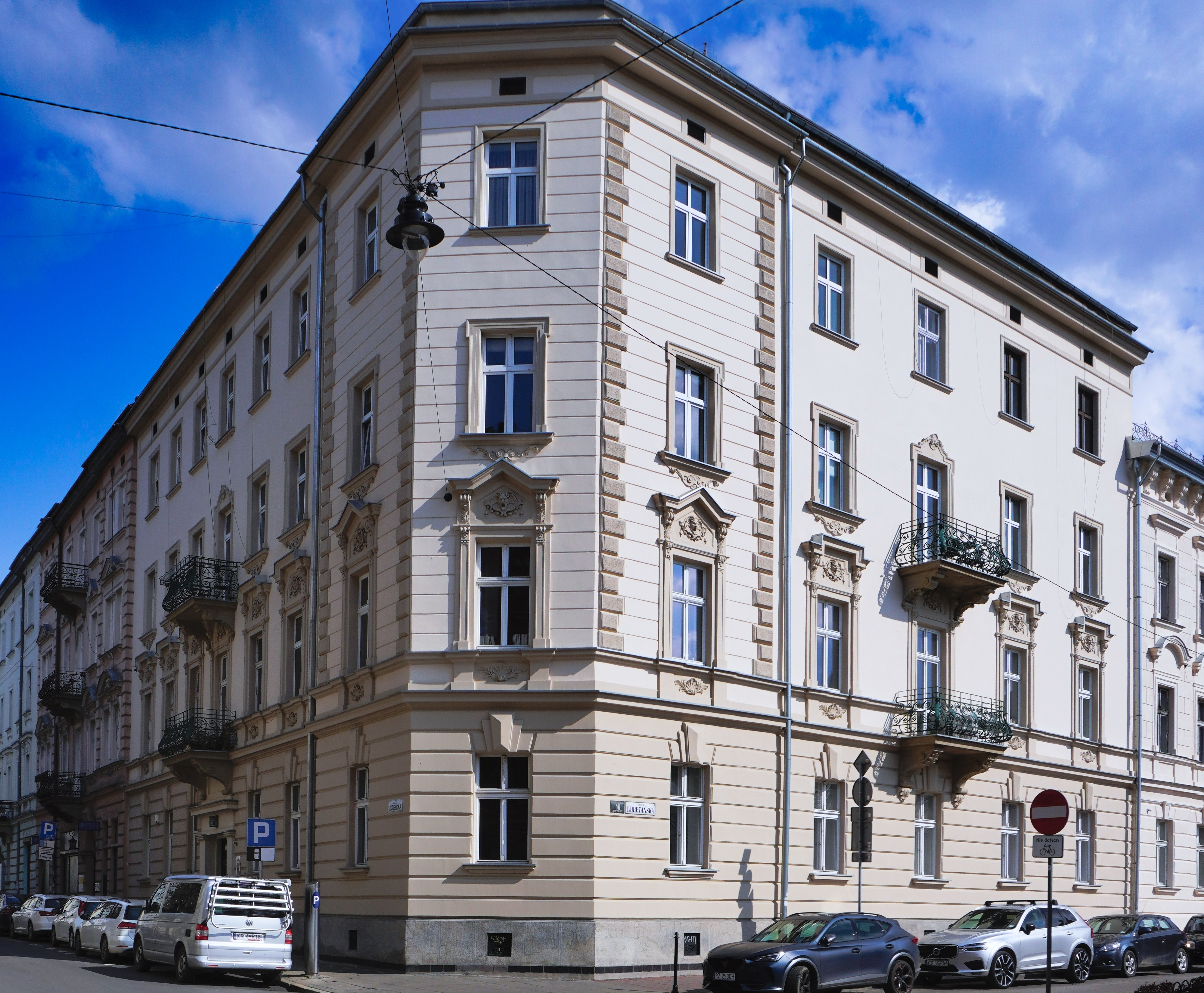
ul. Studencka 8 Kamienica (proj. Leopold Tlachna, 1894–1895)
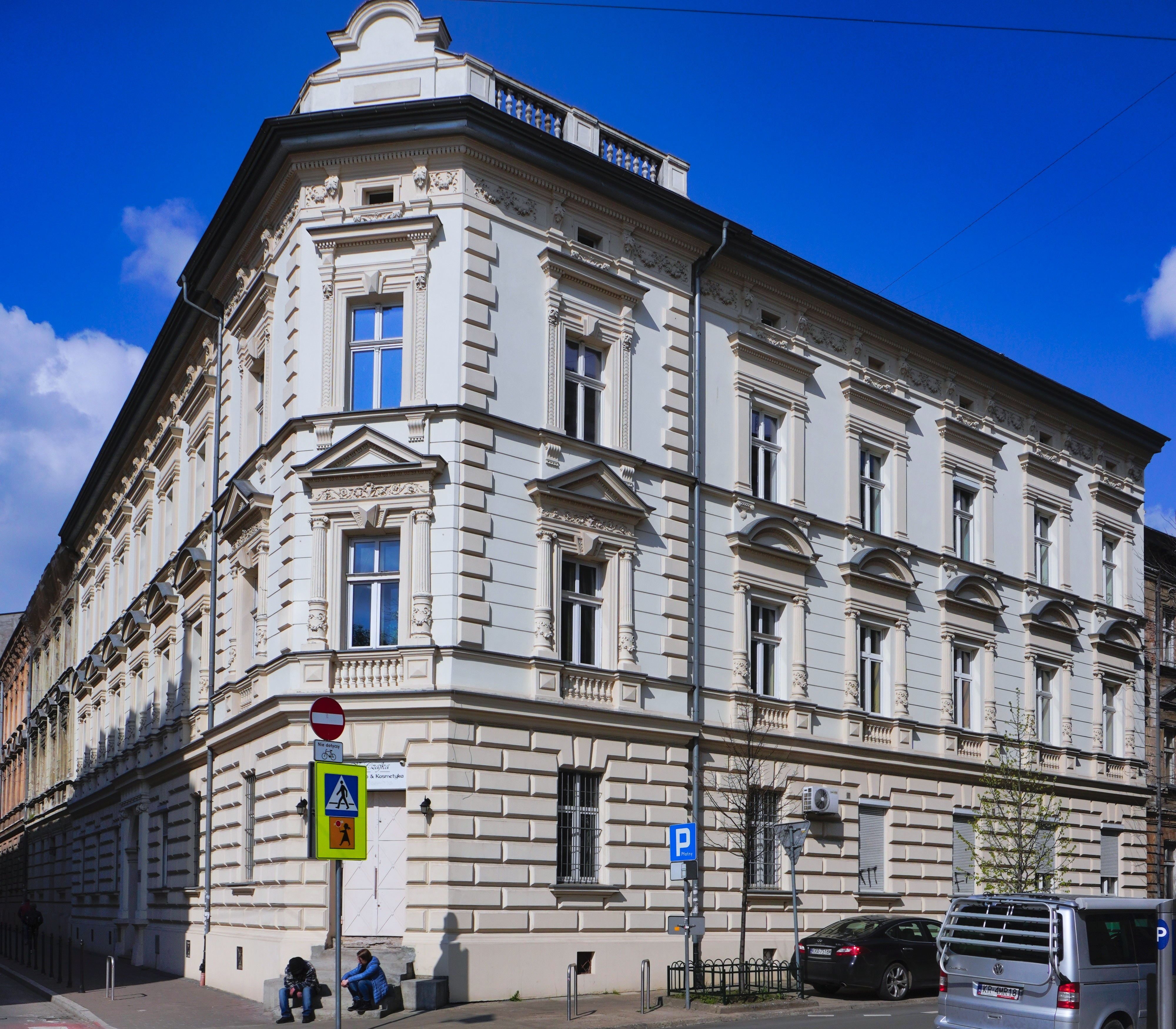
ul. Studencka 11 Kamienica (proj. Leopold Tlachna, 1893)
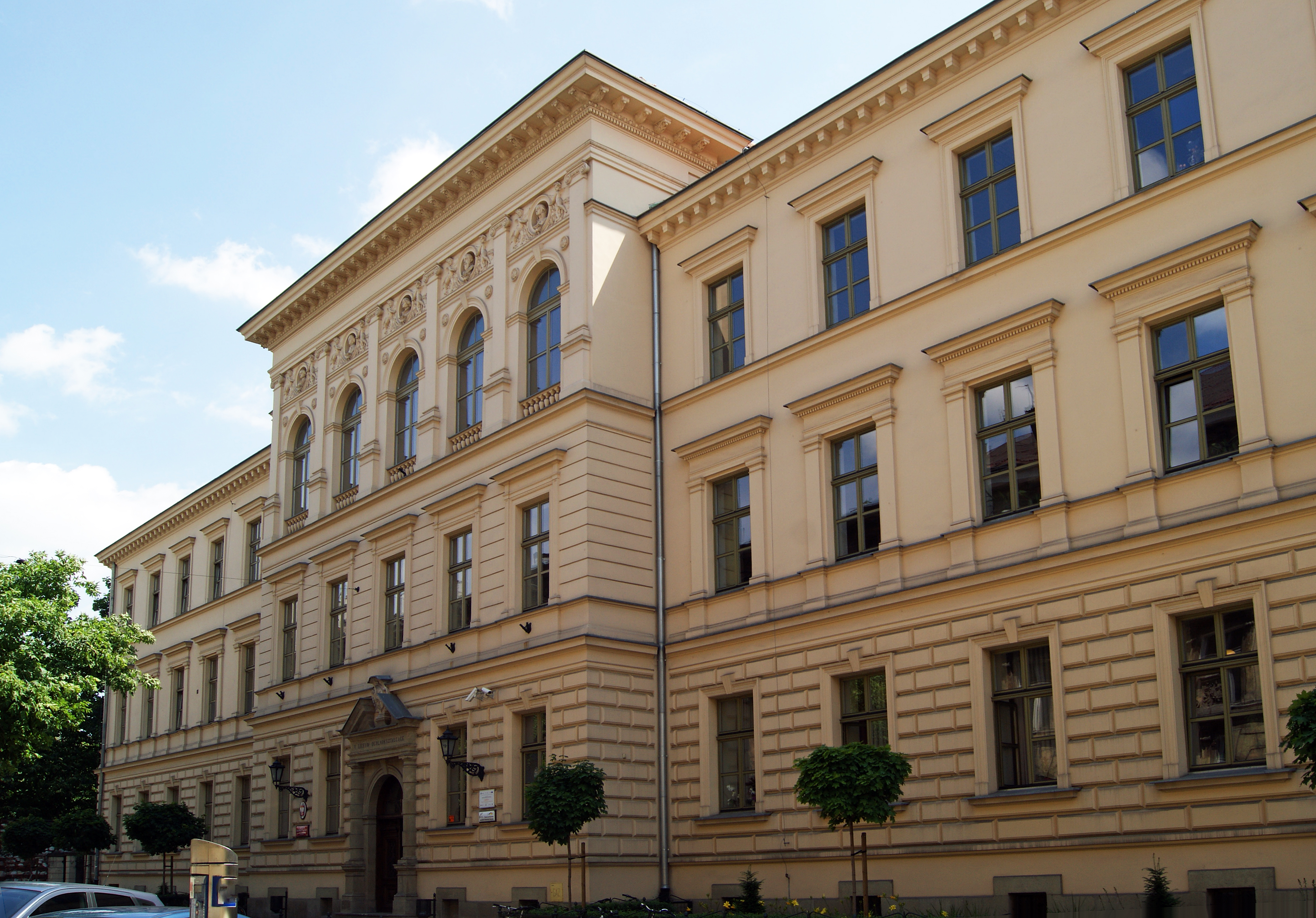
ul. Studencka 12 Budynek V Liceum Ogólnokształcącego (proj. Stanisław Ciechanowski)
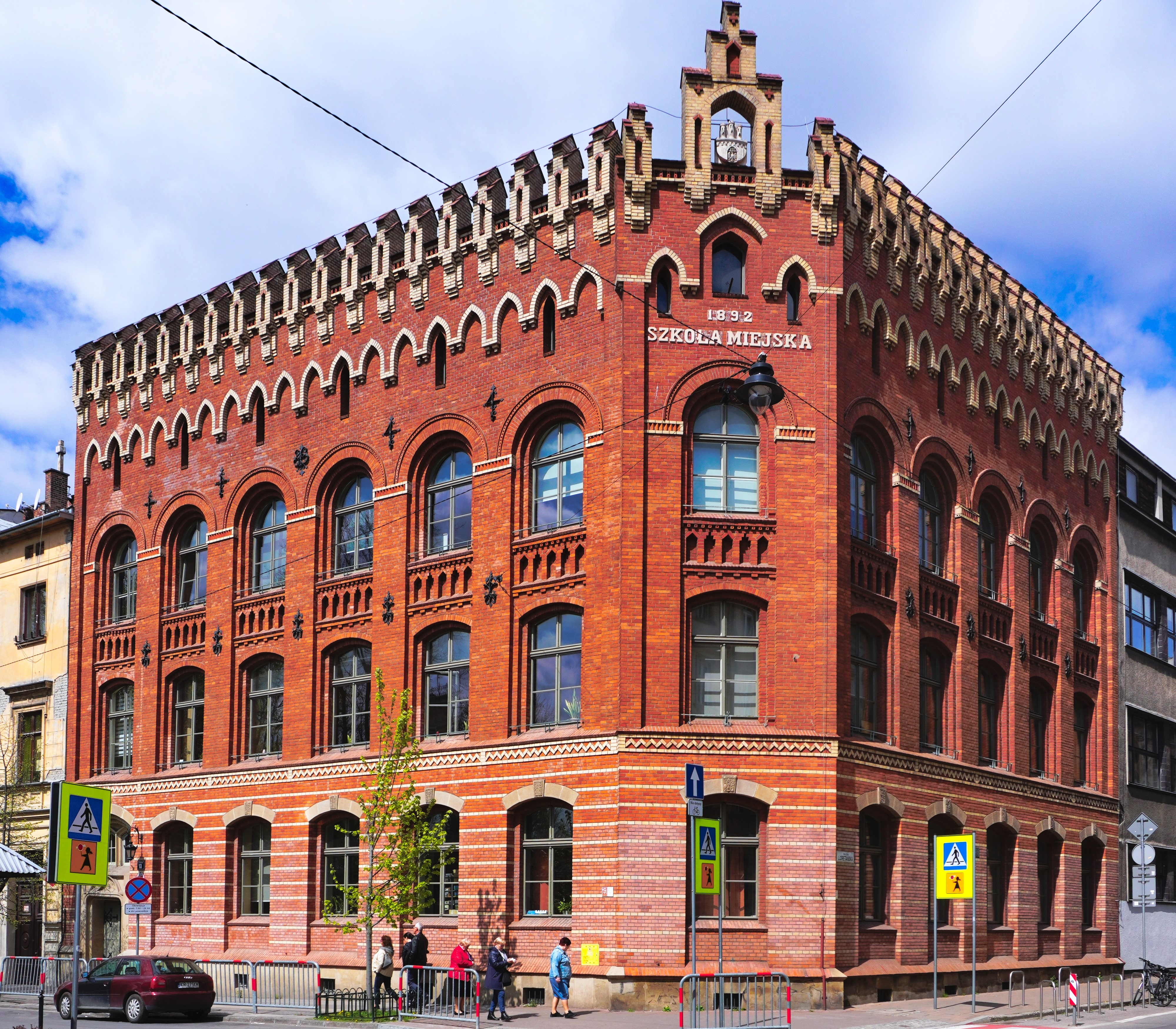
ul. Studencka 13 Szkoła Miejska, obecnie XLII Liceum Ogólnokształcące (proj. Stefan Żołdani, 1891–1892)
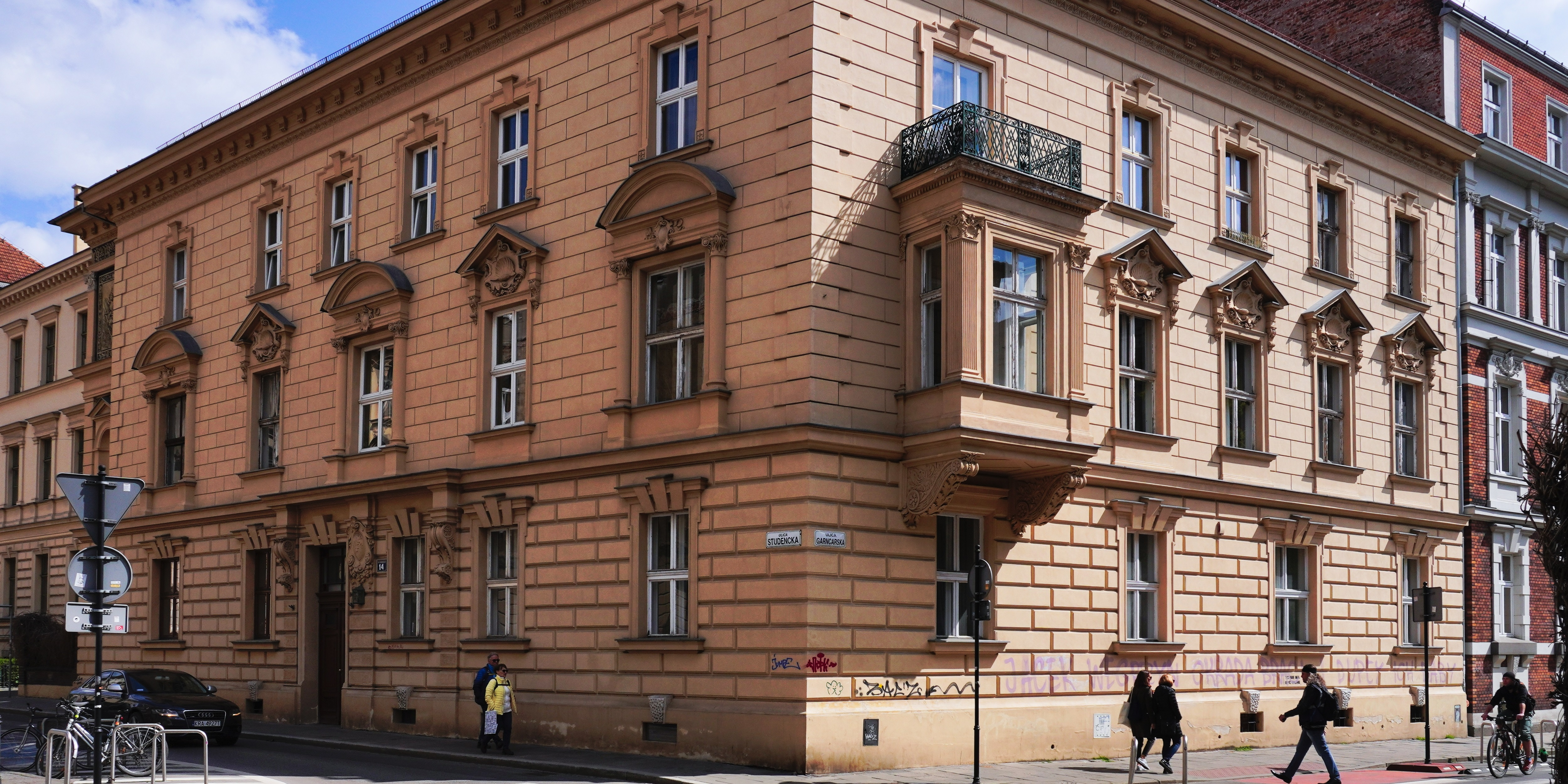
ul. Studencka 14 Kamienica (proj. Władysław Ekielski, 1892–1893)
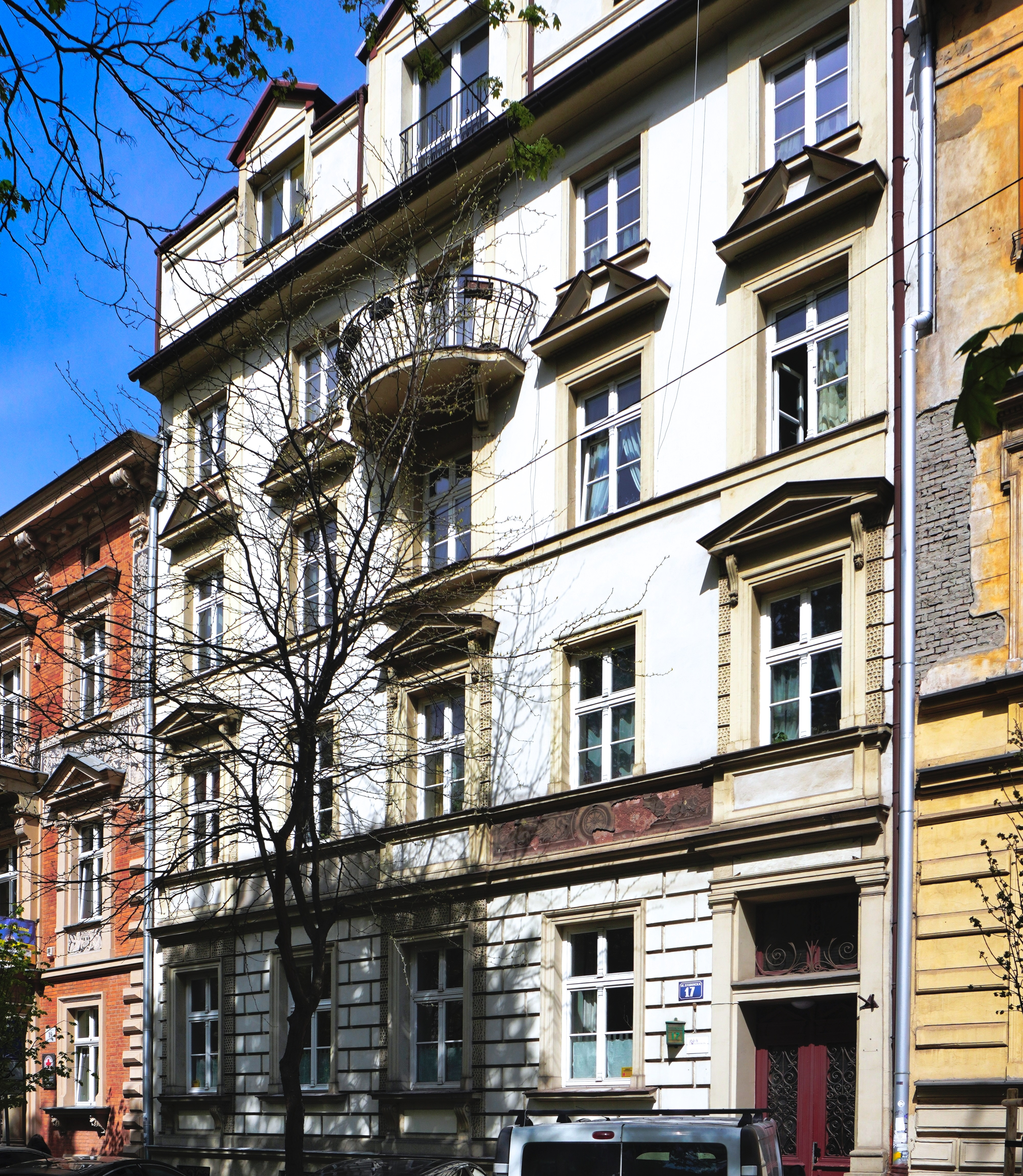
ul. Studencka 17 Kamienica (1883)
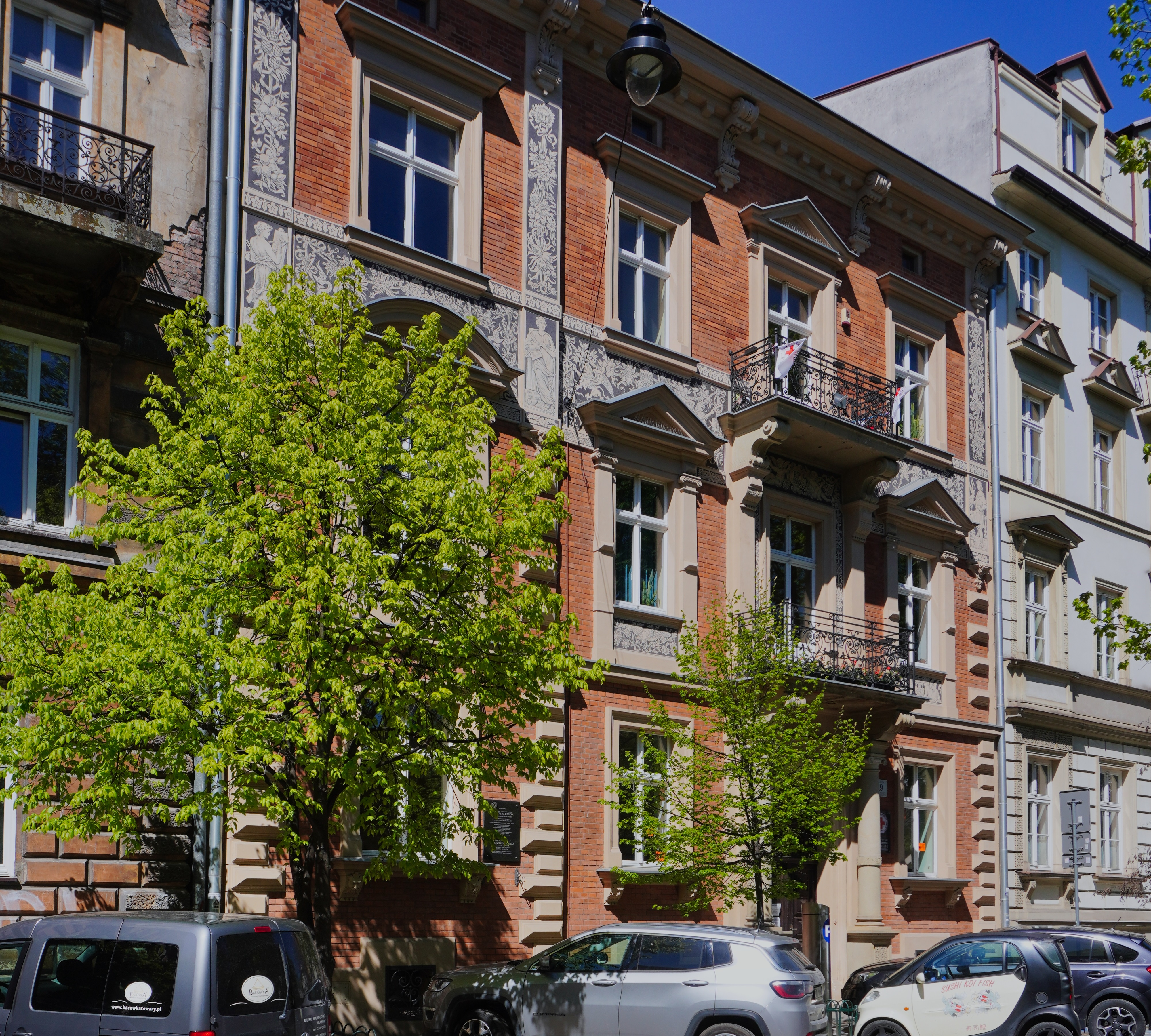
ul. Studencka 19 Kamienica (proj. Sławomir Odrzywolski, 1885)
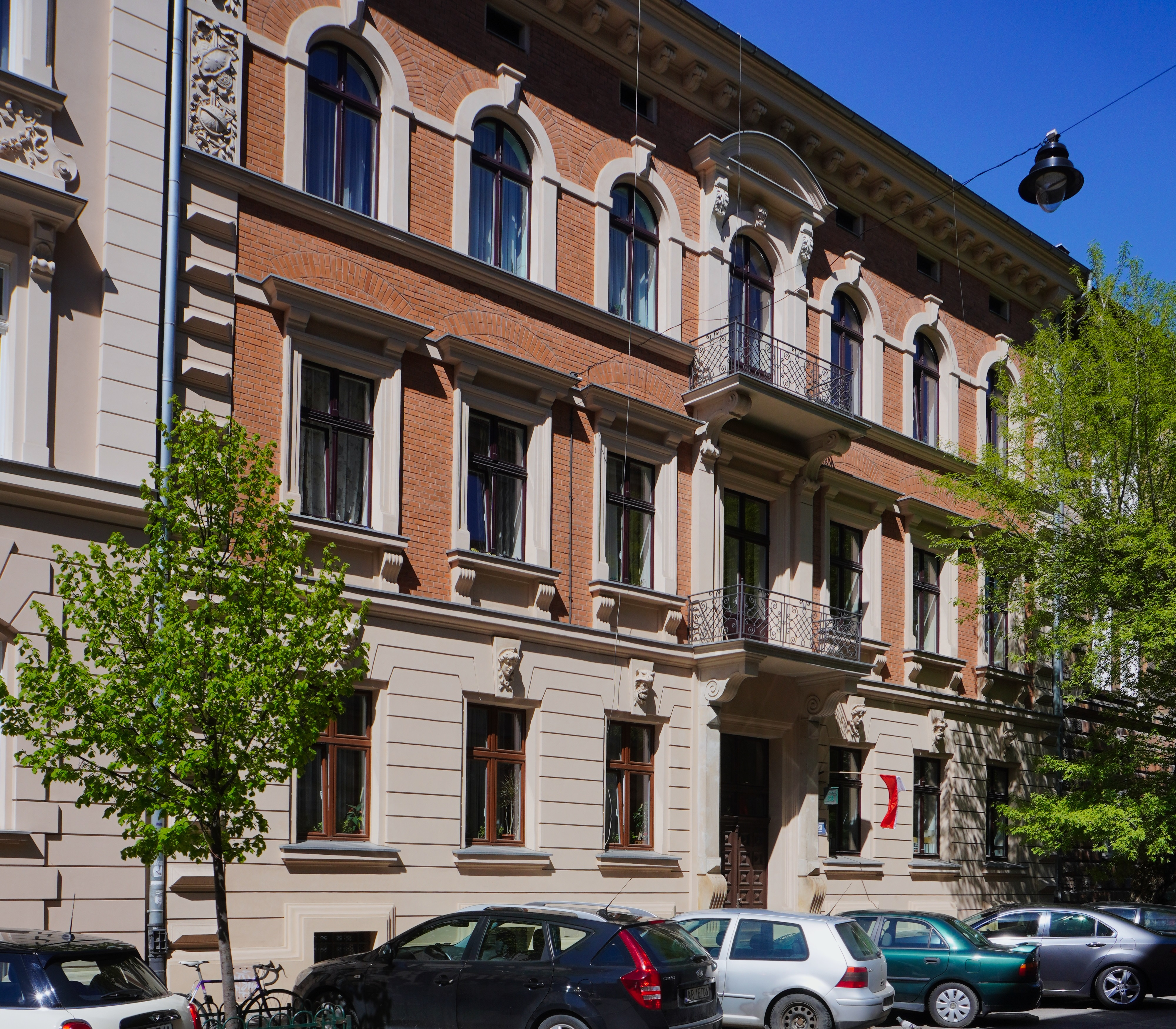
ul. Studencka 23 Kamienica (proj. Sławomir Odrzywolski, Władysław Kaczmarski, 1886–1887)
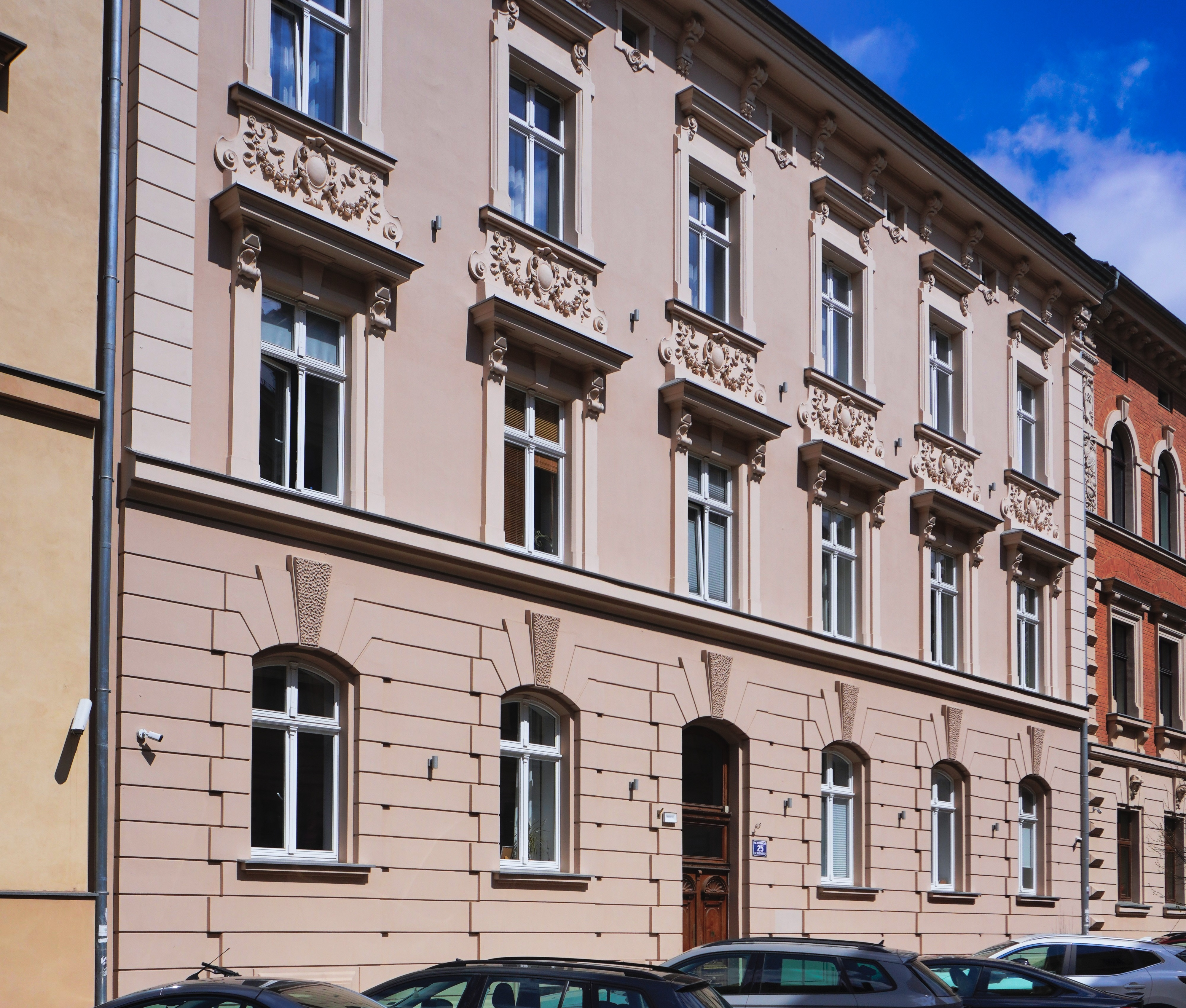
ul. Studencka 25 Kamienica (proj. Władysław Kaczmarski, 1891–1893)
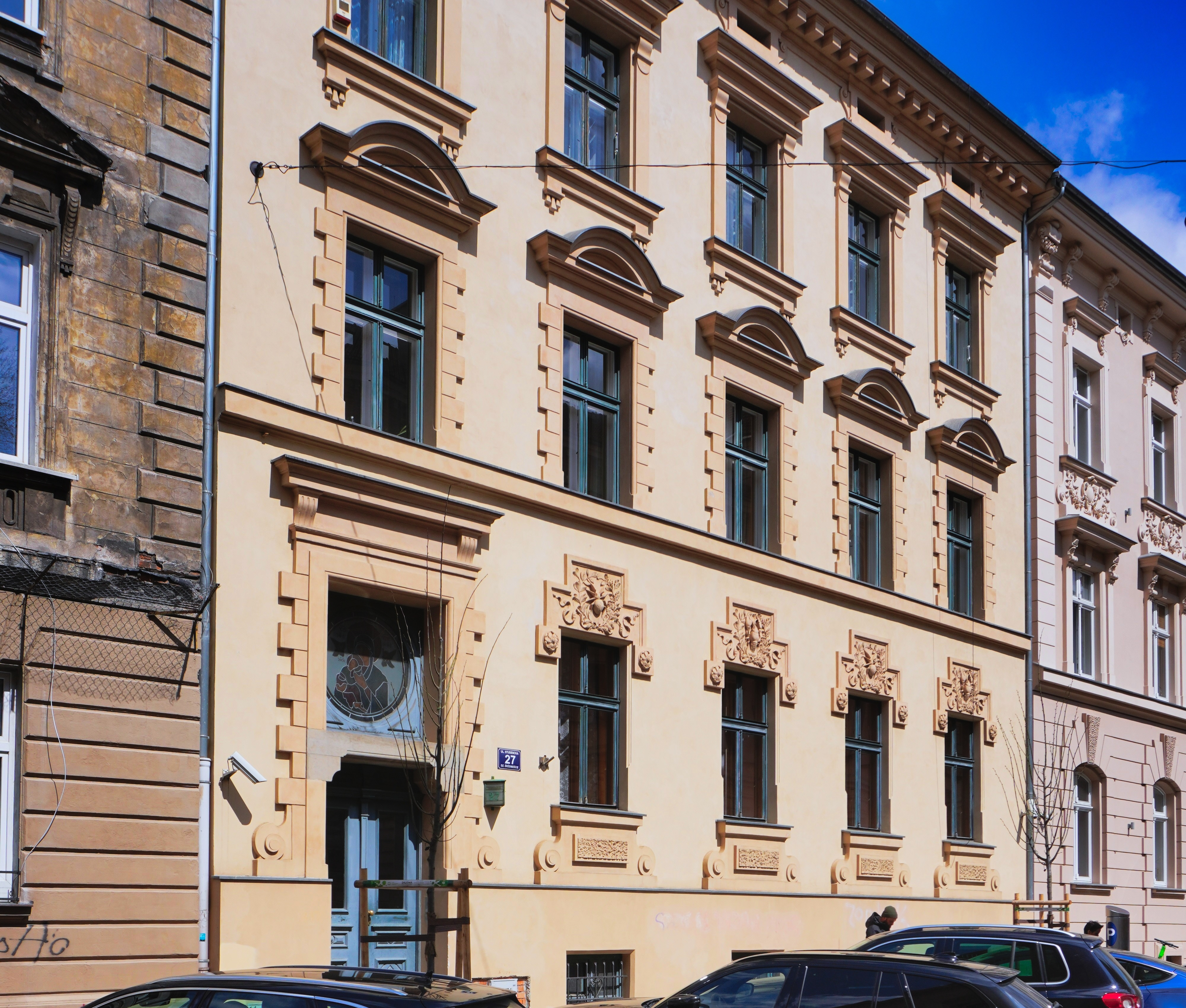
ul. Studencka 27 Kamienica (proj. Władysław Kaczmarski, 1894–1895)